# Мушезиб-Мардук
Мушезиб-Мардук (букв. «Мардук спаси меня»; ассир. Шузубу-халдей — презрительно-уменьшительная форма от его имени) — царь Вавилонии приблизительно в 693—689 годах до н. э.

## Биография
Мушезиб-Мардук — вождь халдейского племени Бит-Даккури — впервые упоминается в ассирийских анналах в 700 году до н. э. Тогда царь Ассирии Синаххериб в своём походе против племени Бит-Якин во главе с Мардук-апла-иддином II нанёс поражение Мушезиб-Мардуку и взял его столицу Биттуту. Сам Мушезиб-Мардук бежал.
В 693 году до н. э. при поддержке эламитов Мушезиб-Мардук утвердился на вавилонском престоле. В 691 году до н. э. Синаххериб отправил ассирийскую армию на Вавилон. Вавилоняне запросили помощь у Элама. Против Ассирии была создана сильная коалиция, куда, кроме Вавилона и Элама, вошли различные халдейские и арамейские племена, Эллипи, Парсуаш (Персида), Аншан (или Анчан) и Пашери (об этом государстве больше ничего не известно). Весной при городе Халуле, около устья Диялы, произошло сражение между ассирийцами с одной стороны и войсками союзников с другой. В «Анналах Синаххериба» напыщенно повествуется о победе ассирийцев. Много знатных эламитов, в том числе и военачальник эламского царя Хумбан-Ундаш, попали в плен. Всем им перерезали горло. Пленён также был и родной сын Мардук-апла-иддина II Набу-шум-ишкун. Мушезиб-Мардук и эламский царь Хумбан-нимена бежали. В противовес этому вавилонская хроника лаконично сообщает, что ассирийцы потерпели поражение. В действительности же, видимо, битва закончилась вничью, но огромные потери вынудили обе стороны временно прекратить военные действия.
В начале апреля 689 года до н. э. Хумбан-нимена хватил апоплексический удар. Узнав о том, что эламский царь разбит параличом и не может прийти на помощь своему вавилонскому союзнику, Синаххериб выступил в поход. После девятимесячной осады, в декабре того же года ассирийцы захватили Вавилон. Город был отдан войску на разграбление. Население частью переселили, частью отдали в рабство. Статуя Мардука и сокровища храмов были отправлены в Ниневию. Туда же был доставлен и пленённый царь Вавилона Мушезиб-Мардук. Затем Синаххериб полностью разрушил город и даже затопил то место, где он находился.